# Трубецки, Тыну
Ты́ну Трубе́цки (эст. Tõnu Trubetsky; род. 24 апреля 1963), также известный как То́ни Блэ́кплейт (англ. Tony Blackplait) — советский и эстонский панк-рок/глэм-панк-музыкант, режиссёр, писатель и анархо-индивидуалист.

## Биография
Тыну Трубецки родился в Таллине в семье эстонки Лейли Рикк и Яна Трубецки, который считает себя потомком князя Н. Н. Трубецкого (1744—1820). После окончания в 1982 году театрального класса 32-й средней школы он был призван на службу в советскую армию.
Завершив службу в армии, Тыну появляется на восточноевропейской панк-рок сцене и основывает группу «Vennaskond», которая на данный момент является самой старой непрерывно существующей рок-группой Эстонии. Помимо «Vennaskond», он был солистом групп «Felis Ultramarinus» (1986 года), «Vürst Trubetsky & J.M.K.E.» (с 1986 по 2009 год), «The Un Concern» (1988 год) и «The Flowers of Romance» (с 1999 года). Он также был гитаристом группы «Operatsioon Õ» в 1995 году.
В 1992 году, после возвращения в Эстонию из Финляндии, Трубецки работал охранником на предприятии «Kooperaator» Эстонского республиканского союза потребительских обществ, когда финский режиссёр Пекка Карьялайнен попросил его появиться в своем фильме «Истерия». Трубецки согласился и исполнил в фильме песню «Riga My Love».
В 1993 году «Vennaskond» выпустила свой первый хит — «Insener Garini Hüperboloid», единственную песню группы, которая написана кем-то кроме Трубецки (она была написана Алланом Вайнола).
Трубецки является членом организации «Международная амнистия» с 1992 года и «Лиги анархистов Эстонии» с 1995 года.
Состоял в Партии зелёных Эстонии, в 2007 году был её кандидатом в парламент Эстонии, а в 2009 году — её кандидатом в Европарламент.
5 августа 2010 года был принят в Центристскую партию Эстонии.

## Дискография
Vennaskond
Vürst Trubetsky & J. M. K. E.
- Rotipüüdja (2000, MC, CD, Melodija/Kaljukotkas)

The Flowers of Romance
- Sue Catwoman (The Flowers of Romance CDEP)|Sue Catwoman (2004, CDEP, MFM Records)
- Sue Catwoman (The Flowers of Romance album)|Sue Catwoman (2004, CD, The Flowers of Romance)
- Paris (The Flowers of Romance album)|Paris (2006, CD, Līgo)

## Фильмография
Режиссёр
1. «Vennaskond. Millennium» (1998, VHS, 90 min., Faama Film/Eesti Tõsielufilm/Trubetsky Pictures) {Film oli esindatud Soome filmifestivalil Pirkanmaan Viro-Viikko 10. — 17. 10. 1999.}
2. «Vennaskond. Ma armastan Ameerikat» (2001, VHS, 140 min., DayDream Productions/Kaljukotkas/Trubetsky Pictures),
3. «Vennaskond. Sügis Ida-Euroopas» (2004, 2DVD, 185 min., Vennaskond/DayDream/Trubetsky Pictures).
4. «Vennaskond. New York» (2006, DVD, 140 min., Trubetsky Pictures).
5. «Pirates of Destiny» (2007, DVD, 150 min., Trubetsky Pictures).

Актёр, аниматор или автор и исполнитель музыки
1. «Serenaad» (аниматор 1987)
2. «Magus planeet» (аниматор, 1987)
3. «Sõda» (аниматор, 1987)
4. «Hysteria» (актёр, 1992)
5. «Ma armastasin sakslast» (актёр, 1998)
6. «Lihtne lugu, lõpuga» (музыка: Vennaskond, 1999)
7. «Moguči» (музыка: Vennaskond, 2004)
8. «Punklaulupidu» (2008)

## Награды и премии
- 1996 — Премия «Большой Колесницы»[эст.] в области музыки[4]
- 2022 — Орден Белой звезды V степени [5]